# Listeriaceae
Famille
Les Listeriaceae sont une famille de bactéries à Gram positif de l'ordre des Caryophanales (anc. Bacillales). Son nom provient de Listeria qui est le genre type de cette famille.

## Liste des genres
Selon la LPSN (9 mars 2025), cette famille ne comporte que deux genres :
- Brochothrix Sneath & Jones 1976
- Listeria Pirie 1940